# Боливар (Валье-дель-Каука)
Боливар (исп. Bolívar) — город и муниципалитет на западе Колумбии, на территории департамента Валье-дель-Каука. Входит в состав Северного субрегиона.

## История
Поселение, из которого позднее вырос город, было основано 1 января 1567 года. Муниципалитет Боливар был выделен в отдельную административную единицу в 1884 году.

## Географическое положение
Город расположен в северной части департамента, в гористой местности Западной Кордильеры, к западу от реки Каука, на расстоянии приблизительно 98 километров к северо-востоку от города Кали, административного центра департамента. Абсолютная высота — 931 метр над уровнем моря.
Муниципалитет Боливар граничит на севере с территориями муниципалитетов Версальес и Эль-Довио, на северо-востоке — с муниципалитетом Рольданильо, на востоке — с муниципалитетом Сарсаль, на юго-востоке — с муниципалитетом Бугалагранде, на юге — с муниципалитетом Трухильо, на западе — с территорией департамента Чоко. Площадь муниципалитета составляет 780 км².

## Население
По данным Национального административного департамента статистики Колумбии, совокупная численность населения города и муниципалитета в 2015 году составляла 13 474 человека.
Динамика численности населения муниципалитета по годам:
| 2005   | 2006   | 2007   | 2008   | 2009   | 2010   | 2011   | 2012   | 2013   | 2014   | 2015   |
| ------ | ------ | ------ | ------ | ------ | ------ | ------ | ------ | ------ | ------ | ------ |
| 15 360 | 15 152 | 14 953 | 14 759 | 14 561 | 14 370 | 14 189 | 13 996 | 13 828 | 13 649 | 13 474 |

Согласно данным переписи 2005 года мужчины составляли 51,6 % от населения Боливара, женщины — соответственно 48,4 %. В расовом отношении белые и метисы составляли 89,7 % от населения города; индейцы — 10,1 %; негры, мулаты и райсальцы — 0,2 %.
Уровень грамотности среди всего населения составлял 78,6 %.

## Экономика
Основу экономики Боливара составляет сельское хозяйство.
53 % от общего числа городских и муниципальных предприятий составляют предприятия торговой сферы, 38,9 % — предприятия сферы обслуживания, 7,9 % — промышленные предприятия, 0,2 % — предприятия иных отраслей экономики.

## Транспорт
К востоку от города проходит национальное шоссе № 23 (исп. Ruta Nacional 23).